# 伊莎贝尔·卡西利亚斯·古兹曼
伊莎贝尔·卡西利亚斯·古兹曼（英語：Isabella Casillas Guzman），美国政府官员、商业倡导者，曾在拜登政府中担任小企业管理局局长。

## 生平
伊莎贝尔·卡西利亚斯·古兹曼生于美国加利福尼亚州伯班克，祖上在墨西哥革命期间从阿瓜斯卡連特斯州和哈利斯科州逃到德克萨斯州，她是家族的第四代。她还拥有犹太人、德国和华人血统。1960年，古兹曼的父亲从德克萨斯州搬到洛杉矶。
古兹曼获宾夕法尼亚大学沃顿商学院理學學士学位。
2019年4月起，古兹曼担任加利福尼亚州长经济开发办公室下辖小企业倡导办公室主任，也在奥巴马政府出任小企业管理局局长副幕僚长。兼任洛杉矶ProAmerica Bank战略计划主任。
2021年1月7日，乔·拜登提名古兹曼出任小企业管理局局长。2021年3月6日，参议院通过古兹曼的提名。